# Biscay Bay
Biscay Bay est un district de services locaux de Terre-Neuve-et-Labrador, au Canada. Il est situé dans l'Est de l'île de Terre-Neuve, sur la péninsule d'Avalon. Le village se trouve le long de la route 10, à l'est de Trepassey.